# Fischbach (Schleusingen)
Fischbach ist ein Ortsteil der Stadt Schleusingen im Landkreis Hildburghausen in Thüringen.

## Lage
Das Gebirgsdorf Fischbach befindet sich in einem höher gelegenen Muldental mitten im Thüringer Wald nördlich der Stadt Schleusingen und westlich der Bundesautobahn 73.

## Geschichte
Der Ort ging im 15. Jahrhundert aus zwei Glashütten hervor und führte bereits zu kursächsischer Zeit eine Henne als Ortssiegel. Die urkundliche Ersterwähnung des Gebirgsdorfes Fischbach war bereits am 7. August 1130. Bis 1815 gehörte der Ort zum hennebergischen bzw. kursächsischen Amt Schleusingen und gelangte dann zum Kreis Schleusingen der neugebildeten preußischen Provinz Sachsen, bei dem er bis 1945 verblieb.